# Нікопольський повіт (Катеринославська губернія)
Нікопольський повіт - історична адміністративно - територіальна одиниця у складі Катеринославської губернії УСРР, що існувала у 1921 - 1923 роках. Повітовий центр - місто Нікополь.

## Виникнення
Повіт утворений Постановою Всеукраїнського Центрального Виконавчого Комітету від  12 жовтня 1921 року зі складу Третього (Нікопольського) та Четвертого(Томаківського) районів Катеринославського повіту.

## Склад повіту
Перший район  з центром у місті Нікополь. Волості: Нікопольська, Олексіївська, Покровська, Ново - Софівська, Ново - Павлівська, Городищенська, Червоногригорівська, Лошкарівська, Беленська, Вище - Тарасівська.
Другий район з центром у селі Томаківка. Волості: Томаківська, Борисівська, Анастасіївська, Чумаківська, Сурсько - Михайлівська, Шолохівська та Хортицька. Територія — 3098 верст. Населення — 109 597 осіб.

## Розформування
Нікопольський повіт Катеринославської губернії розформовано постановою ВУЦВК від 7 березня 1923 р. разом з іншими повітами  республіки. На його терені були створені Нікопольський район Криворізької округи, Томаківський та Хортицький район Запорізької округи.